# Pomník padlým vojínům husitským

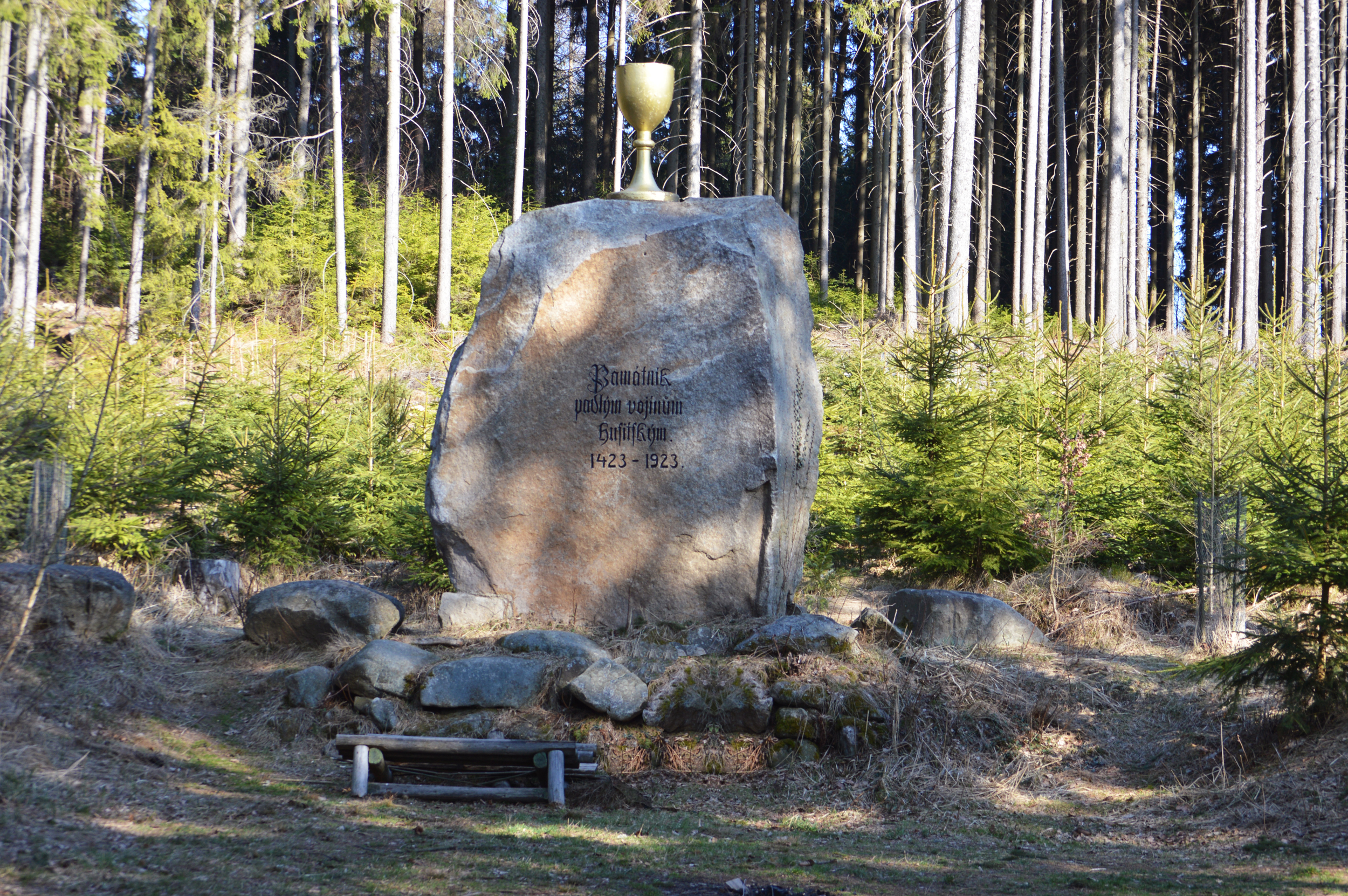
Pomník padlým vojínům husitským v Horních Dubenkách, březen 2019

Pomník padlým husitským vojínům stojí na okraji lesa u rybníka Bor, západně od obce Horní Dubenky v okrese Jihlava. Byl zhotoven v roce 1923 a je věnován památce husitských vojáků, padlých ve zde svedené bitvě.

## Historie
Dne 1. ledna 1911 byl v Horních Dubenkách založen Spolek pro zbudování pomníku v lese „Vršku“. Zakládajícími členy byli lékárník Josef Pancíř (místopředseda) a místní spolek ev. Matice. Jejími přispívajícími členy byli farář Pavel Ferdinand Lanštják (předseda), c. k. poštmistr Josef Drápal, učitel Antonín Harcuba (jednatel), Jan Strádal a Bartoloměj Mrvka (předseda), malíř Josef Krejčí (pokladník), holič Jan Štolba a rolník Antonín Bodlák.
Krvavá bitva se odehrála roku 1423, tradovalo se, že rybník Bor se z krve vojáků zbarvil do ruda a proto byl také nazýván Krvavec. Pomník měl být vystavěn k jejímu 500. výročí. Spolek k této vzpomínce vydal brožurku „Dějepisná vzpomínka v paměť 500. výročí husitské bitvy u Horních Dubenek“ a „Turistický průvodce po Horních Dubenkách a okolí“.

Místo pro vztyčení pomníku věnoval ze svých pozemků poštmistr Josef Drápal, a také velký kámen, ze kterého je pomník zhotoven.

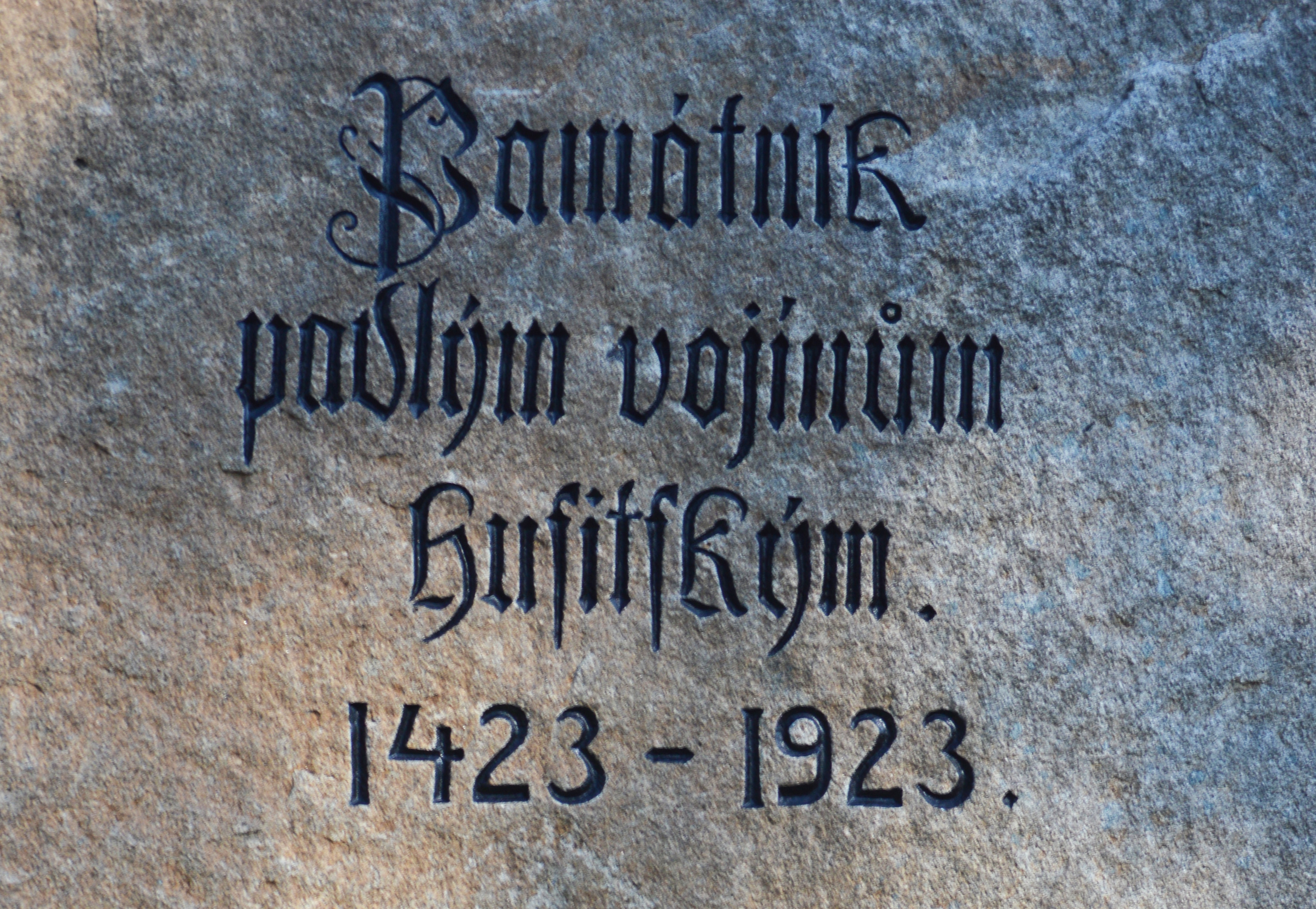
Nápis na pomníku: Památník padlým vojínům husitským v letech 1423 - 1923

Spolek usiloval i o nalezení kostí padlých husitů, a proto provedl výzkum na mnoha místech v této oblasti, která se podobala pohřebišti. Podle dobových zpráv měl být hrob 100 kroků od Vlčí jámy, nevědělo se však, kde Vlčí jáma byla. Hrob ovšem nenalezli. Pozn.: Podle místních obyvatel je Vlčí jáma – mimo jiné – název prohlubně (49°16′36″ s. š., 15°17′11″ v. d.) na východním svahu Lísku nad Jihlávkou.

### Vztyčení kamene
Kámen byl vztyčen dne 28. června 1923. Kamenolom v Mrákotíně zdarma zapůjčil nářadí na dopravu a obstaral kamenické práce. Písmo i tvar kalicha odpovídají husitské době. Nápis zhotovila slečna Krnková ze Žižkova. Kalich vyrobila levně firma bratří Rybářů.

### Odhalení pomníku
Odhalení proběhlo 15. července 1923. O rozsahu příprav na dvanáct let očekávaný den svědčí i zápis z poslední schůze výboru spolku před odhalením pomníku. Krásný, parný den umožnil, že z dalekého okolí pěšky, povozy a drahu sešlo se přemnoho lidí. Slavnostní řeč pronesl bratr farář K. P. Lanštják ze Žižkova, v níž popsal historický děj. Po něm promluvil br. farář Štulc z Velké Lhoty a mnoho dalších, nakonec br. předseda P. F. Lanštják, který popsal přípravu a stavbu pomníku. Zazněla hymna Táborů a národní hymna.